# Christuskirche (Emmerich)

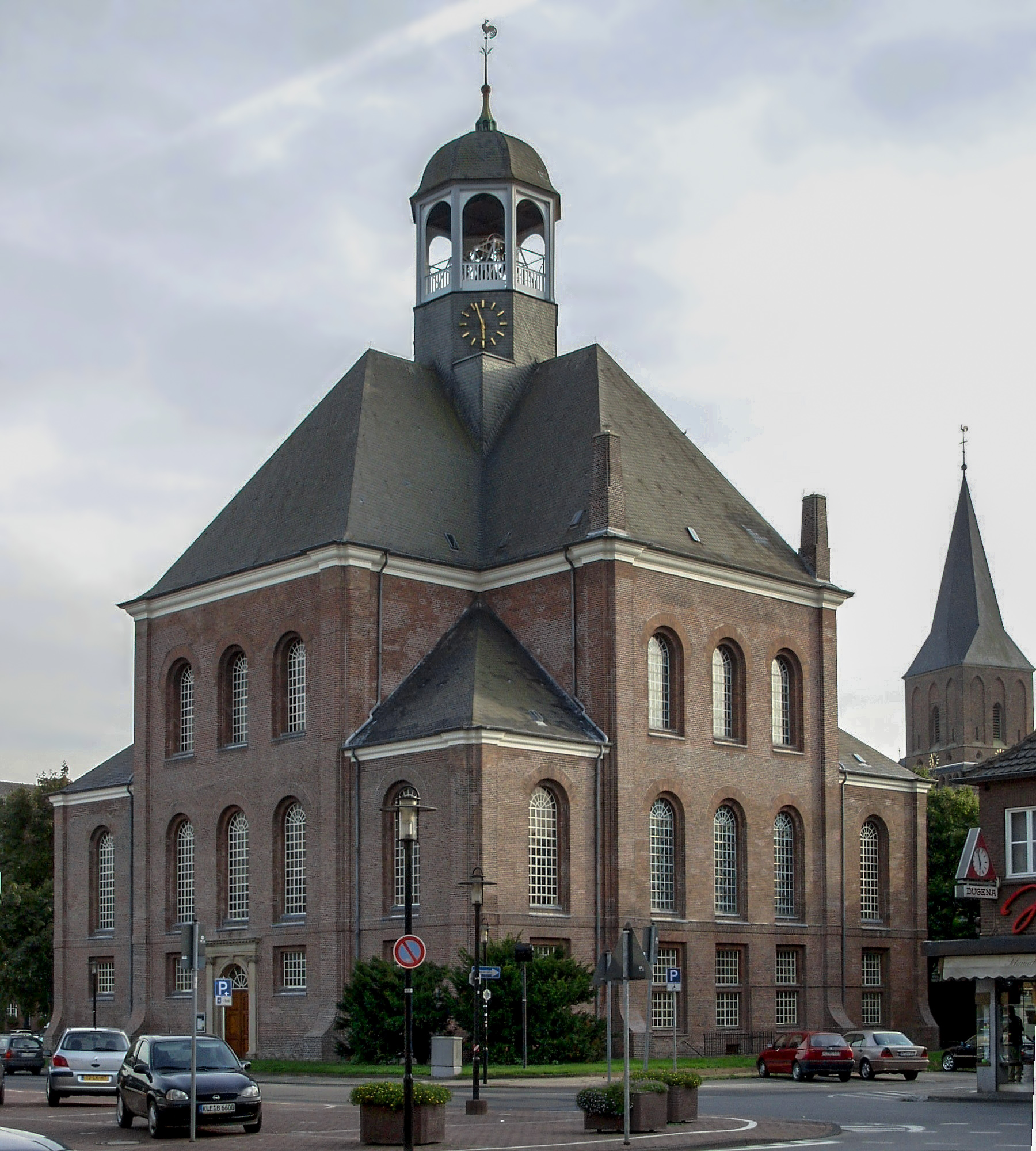
Christuskirche

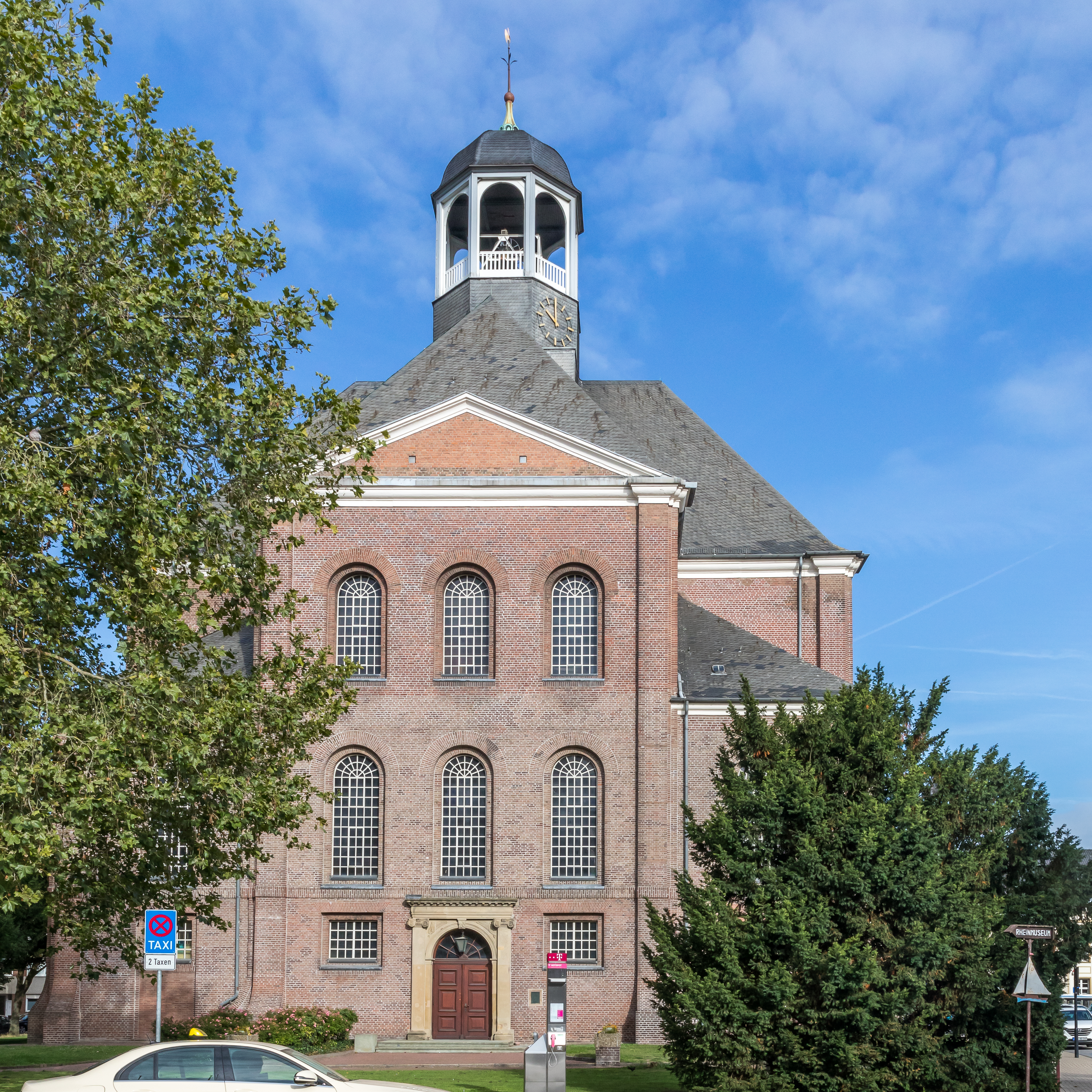
Frontalansicht

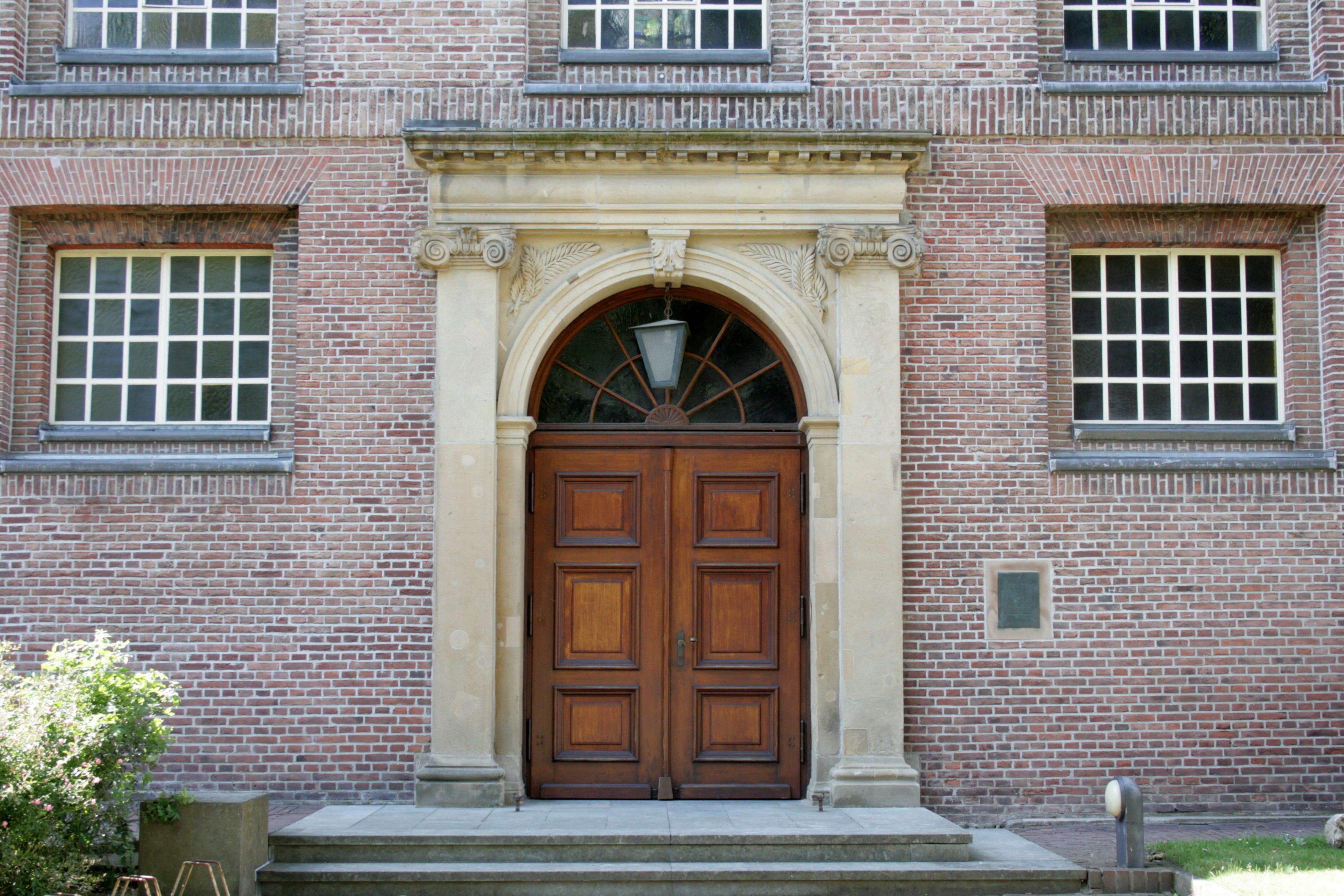
Portalansicht

Die evangelische Christuskirche ist ein denkmalgeschütztes Kirchengebäude in Emmerich am Rhein, einer Stadt im Kreis Kleve (Nordrhein-Westfalen). Die Kirchengemeinde gehört zum Kirchenkreis Wesel der Evangelischen Kirche im Rheinland.

## Geschichte und Architektur
Der schmucklose, kreuzförmige Ziegelbau wurde von 1690 bis 1715 unter der Leitung des Amsterdamer Architekten Arnold van der Leen freistehend auf dem zentralen Geistmarkt errichtet. Zur Finanzierung trugen neben der nur etwa 500 Seelen starken Gemeinde Kollektenreisen in die Niederlande sowie eine vom preußischen König genehmigte Lotterie bei. Am Palmsonntag, 14. April 1715 wurde die Kirche ihrer Bestimmung übergeben. Die Kirche auf quadratischem Grundriss unter steilen Walmdächern wird von einer achteckigen Laterne bekrönt. In den Winkeln der Kreuzarme befinden sich niedrige Anbauten. Es handelt sich hier um eine Predigtkirche mit holländischer Prägung; unmittelbares Vorbild war die ältere Oosterkerk in Amsterdam, nach deren Plänen sie gebaut wurde.
Bei einem Brand am 19. Juli 1907 brannte die Kirche bis auf die Grundmauern nieder. Bis 1909 wurde wieder aufgebaut. Nach Zerstörungen im Zweiten Weltkrieg am 7. Oktober 1944 wurde das Außengebäude bis 1958 in ursprünglicher Form wiederhergestellt. Erst seit dieser Zeit wird die Kirche Christuskirche genannt. Der Innenraum wurde durch die Unterteilung in zwei Geschosse geändert. Der Gottesdienstraum liegt im ersten Stock und der Gemeindesaal befindet sich im Erdgeschoss.

## Ausstattung
Die Orgel der Christuskirche wurde 1962 von dem Orgelbauer Willi Peter erbaut. Das Instrument hat 27 Register (fast 1500 Pfeifen) auf drei Manualen und Pedal. 1994 gestaltete der litauische Künstler Eimutis Markunas die Kirchenfenster farbig.